# Kubanovský potok
Kubanovský (nebo také Vavřačův či Gorylův) potok je vodní tok v nejvýchodnější části Moravskoslezského kraje v okrese Frýdek-Místek. Potok pramení v Polsku v osadě na Trzicatku ve Slezském vojvodství, poté přitéká do České republiky, přičemž protéká katastrem obce Hrčava, a posléze překračuje státní hranici se Slovenskem, kde v obci Čierne ústí zprava do říčky Čierňanky. Jedná se o jediný vodní tok v České republice, jenž přitéká z území jiného státu a poté pokračuje do třetí země. Celková délka toku je zhruba 2,5 km, z toho na českém území něco přes 400 m. 